# Williamstown (Massachusetts)
Williamstown je město v okresu Berkshire County ve státě Massachusetts ve Spojených státech amerických. K roku 2000 zde žilo 8 424 obyvatel. S celkovou rozlohou 121,5 km² byla hustota zalidnění 69,4 obyvatel na km².